# Valdas Rakutis

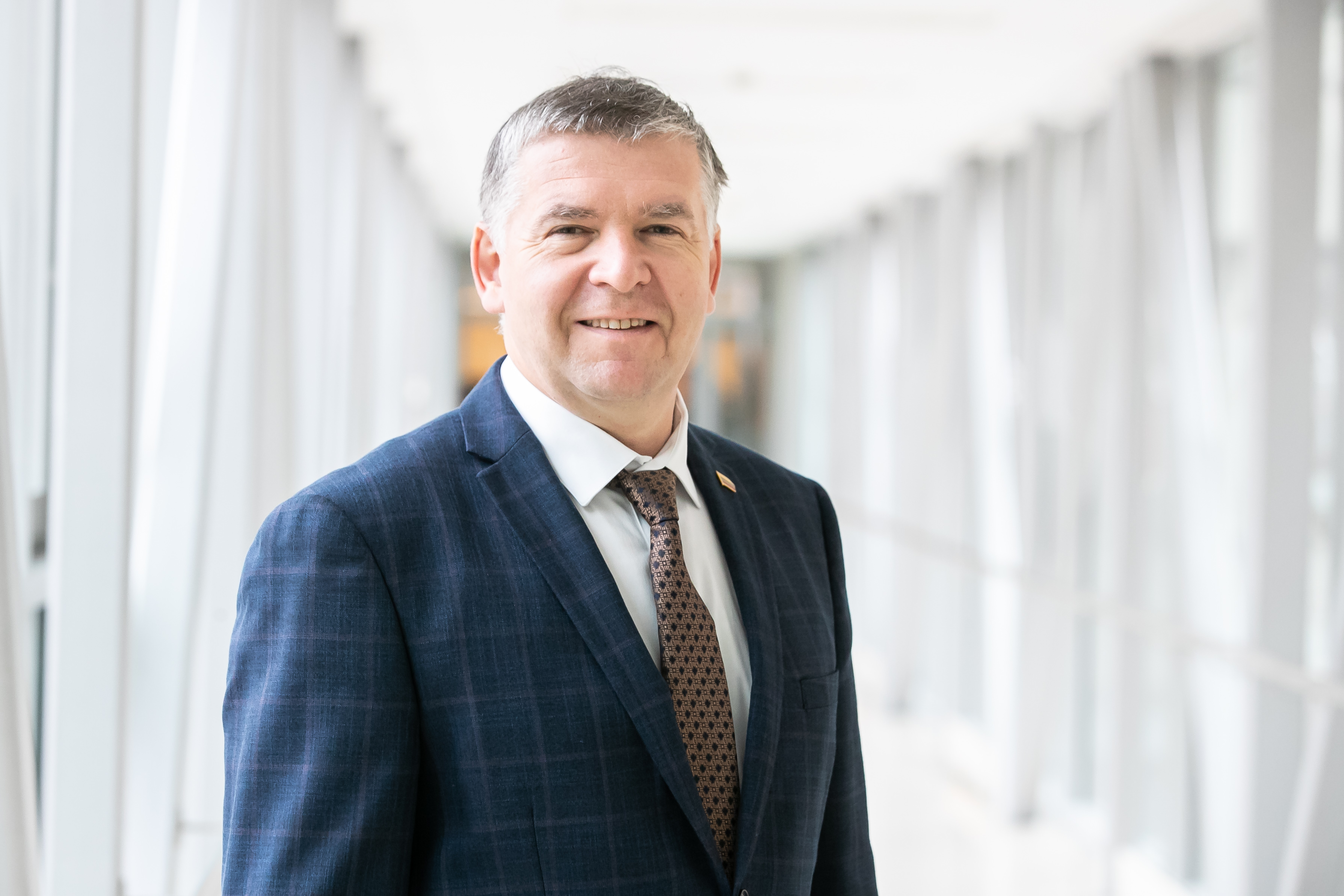
Valdas Rakutis

Valdas Rakutis (* 1969 in Kaunas) ist ein litauischer Militärhistoriker, Politiker und Seimas-Mitglied.

## Leben
Nach dem Abitur an der 40. Mittelschule Kaunas absolvierte Valdas Rakutis 1994 das Bachelorstudium und 1996 das Masterstudium der Geschichte. Sie promovierte 2000 an der Vytauto Didžiojo universitetas in Kaunas. Er arbeitete im Technikmuseum und von 1994 bis 2003 im Militärmuseum Kaunas. Von 1996 bis 2017 lehrte er an der Lietuvos karo akademija und von 2017 bis 2020 an der Klaipėdos universitetas als Professor. Seit 2020 ist er Mitglied im 13. Seimas.